# Metapelma schwarzi
Metapelma schwarzi is een vliesvleugelig insect uit de familie Eupelmidae. De wetenschappelijke naam is voor het eerst geldig gepubliceerd in 1890 door Ashmead.